# IC 657
IC 657 — галактика типу Sa (спіральна галактика) у сузір'ї Лев.
Цей об'єкт міститься в оригінальній редакції індексного каталогу.